# Везиров, Бахрам-бек
Бахрам-бек Асад-бек оглу Везиров (азерб. Bəhram bəy Vəzirov, 1857, Мирзаджамаллы — 1921, Карягино) — азербайджанский общественный и государственный деятель, член Парламента Азербайджанской Демократической Республики, поэт.

## Биография
Бахрам-бек Везиров родился в 1857 году селении Мирзаджамаллы Джебраилского уезда. Окончил Шушинское реальное училище и поступил на юридический факультет Санкт-Петербургского университета. Получил специальность юриста. Работал в Карягино. Был присяжным поверенным.
Бахрам-бек Везиров один из участников национального движения освобождения Азербайджана. После провозглашения АДР 19 ноября 1918 года был принят закон об образовании азербайджанского парламента. 7 декабря открылся парламент Азербайджанской Демократической Республики, первоначально состоявший из 97 депутатов. В числе их был и Бахрам-бек Везиров. Входил в парламентскую фракцию «Иттихад» (Единение).
После установления Советской власти в Азербайджане его как и многих других объявили «кулаком», за чем последовала конфискация всего имущества и лишение права голосования сроком на 9 лет. Вследствие этого Бахрам-бек Везиров приступил к активной агитационной работе против власти большевиков. В июне 1921 года Бахрам-бек Везиров был схвачен и расстрелян без суда и следствия.

## Творчество
Бахрам-бек внук поэта Касым бека Закира. Его отец Асад-бек тоже был поэтом. Асад бек Везиров родился в Мирзаджамаллы. Получил прекрасное образование в медресе. Член меджлиса «Поэты Дизага». Друг и напарник Мир Мехти Хазани по стихотворным состязаниям. Был помещиком землевладельцем и занимался врачебной практикой.
Бахрам-бек писал стихи под псевдонимом Федаи. С детства Бахрам-бек проявлял интерес к поэзии. Он основательно изучил арабский язык и фарси, а также овладел новыми знаниями в области искусства стихосложения, философии, истории, ислама.
Братья (Бахыш-бек Сабур, Исфандияр-бек Гулчин) тоже были поэтами; вместе посещали кружок «Меджлиси-Унс», занимались философией и литературой.

## Комментарии
1. ↑  Ныне — в Физулинском районе Азербайджана.